# Detroit Pistons 1970-1971
La stagione 1970-71 dei Detroit Pistons fu la 22ª nella NBA per la franchigia.
I Detroit Pistons arrivarono quarti nella Midwest Division della Western Conference con un record di 45-37, non qualificandosi per i play-off.

## Roster
| N° | Naz.                   | Ruolo | Sportivo         | Anno | Alt. | Peso |
| -- | ---------------------- | ----- | ---------------- | ---- | ---- | ---- |
| 14 | Stati Uniti (bandiera) | GA    | Bob Quick        | 1946 | 196  | 98   |
| 16 | Stati Uniti (bandiera) | C     | Bob Lanier       | 1948 | 211  | 113  |
| 17 | Stati Uniti (bandiera) | A     | Terry Driscoll   | 1947 | 201  | 98   |
| 20 | Stati Uniti (bandiera) | AC    | Otto Moore       | 1946 | 211  | 93   |
| 21 | Stati Uniti (bandiera) | G     | Dave Bing        | 1943 | 191  | 82   |
| 23 | Stati Uniti (bandiera) | A     | Steve Mix        | 1947 | 201  | 98   |
| 24 | Stati Uniti (bandiera) | G     | Jimmy Walker     | 1944 | 191  | 88   |
| 26 | Stati Uniti (bandiera) | G     | Harvey Marlatt   | 1948 | 191  | 84   |
| 30 | Stati Uniti (bandiera) | G     | Howard Komives   | 1941 | 185  | 84   |
| 31 | Stati Uniti (bandiera) | A     | Bill Hewitt      | 1944 | 201  | 95   |
| 43 | Stati Uniti (bandiera) | GA    | Terry Dischinger | 1940 | 201  | 86   |
| 51 | Stati Uniti (bandiera) | AC    | Erwin Mueller    | 1944 | 203  | 104  |

## Staff tecnico
- Allenatore: Butch van Breda Kolff